# Kairomone
Une kairomone est une substance sémiochimique volatile ou mobile, produite dans l'air, l'eau ou le sol par un être vivant (émetteur, qui peut être une plante, un animal (aquatique y compris), un champignon ou une colonie bactérienne), libérée dans l'environnement, qui déclenche une réponse comportementale chez une autre espèce (récepteur), procurant un bénéfice à ce dernier.
La kairomone est une ectomone ou substance allélochimique qui intervient dans la communication interspécifique, se distinguant ainsi des phéromones impliquées dans la communication intraspécifique.
Elles permettent par exemple à des prédateurs ou parasites de détecter leur proie ou hôte (respectivement) à grande distance. Les expériences de laboratoire utilisant l'olfactomètre (Tube-Y) montrent que les espèces sensibles aux kairomones remontent le courant d'air qui les porte, même à l'état de traces. Chez certaines espèces (prédateur ou parasite) quand l'individu est repu , les chémorécepteurs aux kairomones peuvent être inhibés. Ils sont réactivés quand l'individu est à jeun.

Chez les hématophages comme les moustiques, seules les femelles sont attirées par les odeurs émises par leurs hôtes.

Une kairomone peut être une hormone pour l'émetteur, ou non.

## Effets
L'effet engendré pour l'individu « émetteur » ou son espèce peut être :
- négatif (parasitisme, relation proie-prédateur) ;
- neutre (symbiose commensale) pour l'espèce émettrice. Ainsi, les odeurs émises par un hôte et qui permettent à ses symbiotes de le localiser sont des kairomones. Il en est de même pour les stimuli olfactifs émis par une proie et reconnus par un prédateur ;
- positif (au sens des interactions durables) si l'espèce réceptrice est symbiote.

Toutes les espèces en émettent, mais toutes les espèces n'y répondent pas, et celles qui y répondent (insectes, organismes parasites, prédateurs...) ne répondent en général qu'à certaines molécules émises par leurs hôtes ou leurs proies.
L'effet pour le récepteur.
- Il est parfois ambigu. Ainsi les kairomones émises par les poissons prédateurs de daphnies sont perçues par ces dernières. Elles semblent jouer un rôle d'alarme, mais sont aussi un facteur de stress[1]. Il peut diminuer la durée de vie de l'individu, mais améliorer la survie de l'espèce en présence de poissons. Des études faites in vitro (avec des clones de l'hybride Daphnia x hyalina galeata montrent que l'exposition à plusieurs (six) de ces kairomones en milieu contrôlé modifie fortement les paramètres du cycle de vie de la daphnie, dont : l'âge et la taille à maturité, la taille du nouveau-né et le nombre d’œufs de la première ponte. La taille du nouveau-né diminue linéairement quand le taux de kairomones croît dans l'eau[1]. Des nouveau-nés nouvellement nés de mères non cultivées en présence de kairomones sont plus grands et vivent plus longtemps[1]. Cela montre que la daphnie peut ajuster ses traits d'histoire de vie à différents niveaux de kairomones, c'est-à-dire à des densités de poissons différents (risque a priori augmenté de prédation)[1]. S'il existe des pseudo-kairomones, comme il existe des pseudo-hormones (perturbateurs endocriniens), ils doivent également pouvoir perturber les dynamiques de populations des espèces qui y sont sensibles, et par suite des espèces qui en dépendent ou qui y sont liées par des interactions durables.

## Enjeux
Comprendre quelles sont les kairomones émises ou perçues par certaines espèces a une importance ;
- économique et agronomique[4] (par exemple attraction des pollinisateurs ou de parasites)
- sanitaire et vétérinaire (par exemple attraction de prédateur et de parasites, ou de parasitoïdes)